# シルバー・サムライ
ザ・シルバー・サムライ (The Silver Samurai) は、マーベル・コミックの架空のヴィラン（悪役）である。作家のスティーヴ・ガーバーと画家のボブ・ブラウンらによって作られた。
初出はデアデビル#111 (1974年7月)。

## 歴史
本名は原田剣一郎（原語での綴りは「Kenuichio Harada」だが、日本語版では「ケンイチロウ・ハラダ」と表記する）。矢志田信玄の非嫡出の息子で日本人のミュータントである。
かつてハラダは国際的テロリストとして知られているヴァイパーのボディガードであり、一時的に傭兵となっていたが、彼の異母妹矢志田真理子の死後にヤシダ一家の総帥となった。彼は一家の借金をヤクザに返済し、名誉挽回しようとした。シルバー・サムライがヒーローとして活躍する間、日本で初めてのスーパーヒーロー・チーム、ビッグ・ヒーロー・シックスのリーダーとなったこともあった。
ミュータントのブラインドスポットによって洗脳されヒーローとしての日々を忘れ、これまでの彼の行為はプロフェッサーXに洗脳された結果であると信じ込み、犯罪活動を再開。シルバー・サムライはアメリカの刑務所ラフトへと収監され、のちにヴァイパーとザ・ハンドによって自由の身となり、日本に連れ戻された。ザ・ハンドは彼らを導くよう望んだが、シルバー・サムライは戦争に興味がなく、ニューアベンジャーズがそれを打ち破るのに協力すらした。彼はもう一度日本の人々に貢献してよって信頼を取り戻そうと決めた。現在は日本の首相のために警備チーフとして活動しているようである。
最近、彼はウルヴァリンとの新たな対立によって片腕を失った。

## 能力
多くの物質にミュータント・エネルギーをチャージする能力を持ち、特に刀（タキオン・フィールドのように描写されている）にチャージしてアダマンチウム以外のほぼ全ての物質を切断できる。テレポーテーション・リングを所有しており、これを使うことである地点から別の地点へとテレポートすることができ、機動力を高めたりスパイ行為に役立てている。サムライの名に相応しく刃のある武器や接近戦に強く、その戦術を持った格闘技マスターである。常に鎧兜を身に着け、伝統的なサムライをモデルとしているものの、その鎧は近代的な物質で作られている（コードネームの由来である）。
過去が過去だけに犯罪組織の活動についての知識に富み、その知識を現在は対犯罪組織に役立てている。
なお、兜の下の素顔は滅多に登場しないが、ヘアースタイルは丁髷である。

## 他のバージョン

### エイジ・オブ・アポカリプス
2005年10周年を記念して出版された最も新しい「エイジ・オブ・アポカリプス」の物語では、シルバーサムライはX-メンのキーメンバーとなっている。彼は兜をつけておらず、額に上下逆になった赤いオメガシンボルのタトゥーが彫られている。兜をつけていないのでそれはおそらく侍のカブトの飾り・「前垂れ」である。彼はチームで良く現れるメンバーの一人で、無鉄砲だが力強く、グループ内でコロッサスやウルヴァリンが抜けた穴を埋めていた。サムライとウルヴァリンはローガンがアミコを暴漢たちから助け出す少し前に日本で会っていることが明らかになっている。彼はエイジオブアポカリプスでは珍しいテレパス・サイロックの存在を知っていたが、そもそもどうして彼がマグニートーのX-メンに加わるように説得させられたのかは明らかになっていない。

### エグザイルズ
エグザイルズ #83 (2006年8月)にて異なる時間軸のシルバー・サムライが明らかになった。Earth-172ではシルバー・サムライはマリコ・ヤシダや、さまざまな時間軸を渡り歩くエグザイルズのメンバーの一人で、「ウエポンX」として知られていたその時間軸でのウルヴァリンと良好な関係であるように見受けられた。ウルヴァリンはそのチームに入るために姿を消し、数ヶ月の間彼らの前に現れることはなかったが、のちに戦死したことが明らかとなり、遺体はエグザイルズによってウルヴァリンの生まれた世界に帰された。シルバー・サムライとマリコはウルヴァリンに何が起こったのかをほとんど何も知らなかったが、彼にふさわしい葬式を行い、彼を灰にすることによって敬意を表した。

### ハウス・オブ・M
ハウス・オブ・Mでは、ケンイチロウ・ハラダは有力なビジネスマンであり、その裏では有力な犯罪集団であるヤシダ一家の統帥であった。マダム・ハイドラは彼の娘マリコ・ハラダを誘拐し、ハラダの極秘のビジネスをネタに恐喝をしようとしていた。

### マーベル・ゾンビーズ
マーベル・ゾンビーズ vs. ザ・アーミー・オブ・ダークネス #4において、 シルバー・サムライはゾンビーの病の影響を受け、生存するために多くの日本人を殺し、その血肉を食べた。

## 他メディア

### ビデオゲーム
- シルバー・サムライはカプコンの対戦格闘ゲームX-MEN CHILDREN OF THE ATOMとMARVEL VS. CAPCOM 2 NEW AGE OF HEROESにプレイヤブルキャラクターとして登場する。彼のミュータントとしてのタキオンパワーははっきりと分かるものではなく、巨大な手裏剣を投げたり、刀にエレメンタルプロパティを注ぎ込み、雷・炎・氷を纏わせて攻撃したりしている。彼はゲーム中で英語で話さないマーベルキャラの2人のうちの1人であり、日本語で話す（もうひとりはコロッサスでロシア語で話している）。日本人にはなじみのないキャラであったが、隠しキャラである豪鬼を出すコマンドに失敗すると選ばれてしまうキャラであることと、クセがなく使いやすい性能でプレイヤーが増えていった。
- シルバー・サムライはX-MEN2とX-MEN:ファイナル ディシジョンのギャップを埋めるX-Men: The Official Gameに登場している。同作ではシルバー・サムライはハイドラの長であり、レディ・デスストライクの師匠である。ウェポンXの数年前、シルバー・サムライとハイドラはマスター・モールドとセンチネルの製造に関してウィリアム・ストライカーと協力した。ストライカーの死後、ハイドラは全てのセンチネルの装備とファイルをとりに行かされたが、不意にマスターモールドを活性化させてしまう。ウルヴァリンはハイドラの本部に潜入し、シルバー・サムライとマスターモールドとセンチネルの停止方法を巡って対決する事になる。格闘によってサムライを倒すと、ウルヴァリンは脱出し、情報を手に入れ、チームにマスターモールドを倒す方法を伝える。

### テレビアニメ
シルバーサムライはX-メンアニメシリーズのエピソード「The Lotus and the Steel」に登場している。彼はギャングのリーダーで、手下の暴漢達がウルヴァリンが暮らしていた村を脅迫し支配していた。村人達は村を護る為に立ち上がり、ウルヴァリンはサムライを、テレポートを行う際背後を取ろうとする癖を逆手に取り、一騎討ちで敗った。ウルヴァリンは動きを予測し、テレポーテーション装置を使えないようにしてサムライに恥をかかせた。声優はデニス・アキヤマ。日本語版は浦山迅。
2014年の「ディスク・ウォーズ:アベンジャーズ」では、声をT.M.Revolutionの西川貴教が担当した。本作ではヴィランであるがその義理堅いサムライ精神ゆえヒーロー達からも一目を置かれている。本作では一般人の妹がいるという設定で過去にアイアンマンが襲われていた彼女を助けた事がある。第10話においてアイアンマンからその一件の礼代わりにアベンジャーズの日本への活動拠点の移動の許可を求めに来た際、アイアンマンのパートナーであるアキラと勝負しアキラの覚悟を確認したことからそれを承認した。

### 映画
- X-MEN2ではミスティークがマグニートーのファイルを探している時に、ストライカーのコンピューターに入っていたリストに名前が載っていた。
- ウルヴァリン:SAMURAIではヴァイパーたちによって製造された人型のパワードスーツとしてウルヴァリンの前に立ちはだかる。ハラダはそれとは別に忍者軍団の頭領として劇中に登場している。

### その他
- 映画第1作が始まる前の出来事を描いたコミックではウルヴァリンは映画の直前にヤクザの用心棒と戦っていた事が明かされている。この男は道義心があり、そのミュータントの能力は電撃を発生すると言う物であり、シルバー・サムライに当てはまる。彼はストーリーの最後で殺されている。ストーリーは正規の映画に繋がる作品ではない事が明らかになっている。サムライはこの作品よりかなり映画に近いとされているゲームX-メン:オフィシャルムービーゲームで生存している。
- X-MENのスピンオフ映画ウルヴァリンで登場し、渡辺謙が演じるという強い噂があった。[2]  しかし、彼はこれを否定。[3]事実、当映画での登場はなかった。
- シルバー・サムライは格闘技に熟練した達人ではあるが、その技術は気を使いこなす中国拳法の達人アイアン・フィストやシャン・チーに及ぶレベルではない。
- シルバー・サムライがウルヴァリンの持っていたある刀の対価として、ウルヴァリンの養女アミコの養育・保護を引き受けている。ウルヴァリンに信頼を寄せるようになったのか、ウルヴァリンがドゥームブリンガーという怪物を倒すのを手伝ったり、アミコとユキオを誘拐犯から救う手助けをしている。